# برهمن

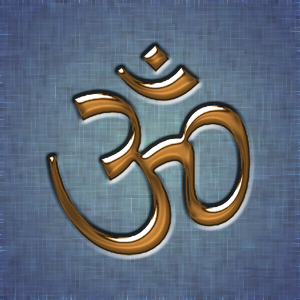
برهمن واژه ای هندی

بَرَهمَن (سانسکریت: ब्रह्मन्، آوانگاری: Brahman) واژه‌ایست که از زبان هندی به زبان فارسی آمده و به معنای پیشوا و روحانی برهمایی است. همچنین طبقه برهمنان برجسته‌ترین طبقه در میان گروه‌های مردم در هندوستان بوده‌اند.
برهمن (ब्रह्मन्) یا برهما، ن آخر آن بیانگر حالت فاعلی است. برهمن از ریشه brh در زبان سانسکریت به معنی رشد و گسترش است. واژه برهمن به صورت اسم مذکر به معنی روحانی است اما اسم خنثی برهمن به معنی حقیقت مطلق یا خداوند است.
برخی واژه برهما و واژه ابراهیم را از یک ریشه دانسته‌اند و همچنین ریشه مشترکی بین ادیان ابراهیمی و آیین برهمایی قائل شده‌اند.
- در یک کتاب قدیمی هندی چنین آمده‌است که «در زمان‌های دور شی ای که نه می‌توان آن را با نامی توصیف نمود و نه شکل آن مشخص و معلوم بوده وجود داشته‌است. این شی زمین و آسمان را پوشانده بود و زمانی که خدایان این شی را دیدند، آن را گرفته و با صورت بر زمین کوفتند. هنگام پرت‌کردن این شی بر روی زمین خدایان خود نیز به آن چسبیدند. برهما که شی را توسط خدایان تسخیر نموده بود آن را وستا-پروشا نامید.
- ولواهسن توضیح می‌دهد که نام گذاشته شده بر روی این شکل ماندالا هست، بنابراین وستا-پروشا ماندالا در واقع فرمی است که وجود و دنیای پدیده‌ها تابع آن هستند. وستا-پروشا ماندالا تصوری از قوانین حاکم بر جهان است که انسان نیز مانند زمینی که بر روی آن می‌زید مقهور آن است.